# 큰길타워
큰길타워(Keungil Tower)는 대한민국 서울특별시 강남구 역삼동에 위치한 빌딩이다. 1991년 1월 7일 착공하여 1993년 7월 14일 완공되었다.

## 시설

### 주요 시설

#### 비즈니스 센터
비즈니스 센터는 고급 가구, 사무기기, 비서의 서포트, 업무에 필요한 기반시설이 갖추어져 이용이 가능하며, 필요 규모에 따라서 유연한 계약이 가능하다.

#### 세미나홀
세미나홀은 입주 고객을 위한 시설이며, 입주사들이 편리하게 이용할 수 있다.

#### 주차장
주차장은 지상 주차장과 지하 주차장으로 나뉘어 있어 입주사들에게 여유로운 주차공간을 제공하고 있다.

### 내부 시설
| 층수                | 용도                            |
| ------------------- | ------------------------------- |
| 21층                | (주)큰길                        |
| 20층                | 메디젠휴먼케어                  |
| 19층                | 진원생명과학, 창유닷컴코리아    |
| 18층                | 한국주택금융공사 서울남부지사   |
| 17층                | 빅웨이 비즈니스 센터            |
| 16층                | KB생명보험                      |
| 15층                | 씨에나코리아 / 팩토리얼게임즈   |
| 14층                | 팩토리얼게임즈                  |
| 13층                | (주)펀크루/ SNK / MAINSTREET    |
| 12층                | 한국도시가스협회                |
| 11층                | 한국뷰로베리타스                |
| 10층                | 신한라이프                      |
| 9층                 | 신한라이프                      |
| 8층                 | 법무법인 충정 강남분사무소      |
| 7층                 | 신한라이프                      |
| 6층                 | 법무법인 시공                   |
| 5층                 | KB생명보험                      |
| 4층                 | 피피디벨럽먼트피티이엘티디      |
| 3층                 | 아시아인베스트먼트캐피탈홀딩스  |
| 2층                 | KB국민은행                      |
| 1층                 | CU, 스타벅스                    |
| 지하 1층            | 지하주차장, 신세계푸드 정반식당 |
| 지하 7층 ~ 지하 2층 | 지하주차장                      |

## 수상작
- 1994년 - 서울특별시건축상 동상, 한국건축가협회상 본상

## 교통
- ● 서울 지하철 2호선 - 역삼역